# Cacuciu Vechi, Bihor
Cacuciu Vechi (maghiară Kiskakucs) este un sat în comuna Aușeu din județul Bihor, Crișana, România.

## Vezi și
- Biserica de lemn din Cacuciu Vechi

 Acest articol despre o localitate din județul Bihor este deocamdată un ciot. Puteți ajuta Wikipedia prin completarea lui.